# Как я встретила вашего папу
«Как я встретила вашего папу» (англ. How I Met Your Father) — американский комедийный телесериал, спин-офф шоу «Как я встретил вашу маму». Главные роли в нём сыграли Хилари Дафф, Ким Кэтролл, Крис Лоуэлл, Франсия Райса, Сурадж Шарма. Показ первого сезона начался на стриминговом сервисе Hulu 18 января 2022 года, второго и последнего — 24 января 2023 года. Сериал получил негативные оценки критиков (главным образом из-за вторичности сюжета).

## Сюжет
Сериал стал продолжением популярного ситкома «Как я встретил вашу маму». Его главная героиня — женщина по имени Софи, которая рассказывает сыну, как встретила в 2022 году его отца.

## В ролях
- Хилари Дафф — Софи
- Ким Кэттролл — Софи в будущем
- Франсия Райса — Валентина
- Крис Лоуэлл — Джесси
- Сурадж Шарма — Сид
- Том Эйнсли — Чарли
- Тиен Трэн — Эллен, сестра Джесси
- Лейтон Мистер — Мередит, бывшая девушка Джесси

## Производство
Впервые о планах снять спин-офф сериала «Как я встретил вашу маму» под названием «Как я встретила вашего папу» стало известно 14 декабря 2016 года. Сценаристами должны были стать Исаак Аптакер и Элизабет Бергер, исполнительными продюсерами — Картер Бейз и Крейг Томас. 6 марта 2017 года было объявлено, что после подписания новых контрактов с 20th Century Fox Television Аптакер и Бергер стали исполнительными продюсерами и шоураннерами вместе с Дэном Фогельманом. Сценарий был написан, но проект остался нереализованным. 8 августа 2017 года глава 20th Century Fox Television рассказал, что работа над спин-оффом снова начинается, причём с нуля. Сценарий должна была написать Элисон Беннетт, Бейс и Томас снова стали исполнительными продюсерами, но позже студия отказалась от этой идеи.
21 апреля 2021 года стало известно, что сериал официально заказан стриминговым сервисом Hulu. Хилари Дафф сыграла главную героиню, Софи Аптакер и Бергер возглавили проект в качестве шоураннеров, сценаристов и исполнительных продюсеров. Премьера сериала состоялась 18 января 2022 года. 15 февраля того же года шоу было продлено на второй сезон, включающий 20 эпизодов. Показ второго сезона начался 24 января 2023 года. Осенью 2023 года шоу было закрыто.

## Список эпизодов

### Сезон 1 (2022)
| № общий | № в сезоне | Название                                 | Режиссёр             | Автор сценария                                                     | Дата премьеры   |
| ------- | ---------- | ---------------------------------------- | -------------------- | ------------------------------------------------------------------ | --------------- |
| 1       | 1          | «Pilot» «Пилот»                          | Памела Фрайман       | Исаак Аптакер Элизабет Бергер Картер Бейз Крейг Томас Эмили Спайви | 18 января 2022  |
| 2       | 2          | «FOMO» «БПИ»                             | Памела Фрайман       | Исаак Аптакер и Элизабет Бергер                                    | 18 января 2022  |
| 3       | 3          | «The Fixer» «Фиксатор»                   | Кимберли Маккалло    | Дэн Леви                                                           | 25 января 2022  |
| 4       | 4          | «Dirrty Thirty» «Тридцать диррижаблей»   | Памела Фрайман       | Амели Джиллетт                                                     | 1 февраля 2022  |
| 5       | 5          | «The Good Mom» «Хорошая мамочка»         | Мореника Жоэла Эванс | Кристофер Энцелл                                                   | 8 февраля 2022  |
| 6       | 6          | «Stacey» «Стейси»                        | Филл Льюис           | Дональд Диего                                                      | 15 февраля 2022 |
| 7       | 7          | «Rivka Rebel» «Бунтарка Ривка»           | Келли Парк           | Карен Джозеф Эдкок и Риа Сардана                                   | 22 февраля 2022 |
| 8       | 8          | «The Perfect Shot» «Идеальный выстрел»   | Линда Таррик         | Джереми Рот                                                        | 1 марта 2022    |
| 9       | 9          | «Jay Street» «Джей Стрит»                | Памела Фрайман       | Ама Куао и Элли Тибоут                                             | 8 марта 2022    |
| 10      | 10         | «Timing Is Everything» «Время - это все» | Памела Фрайман       | Исаак Аптакер и Элизабет Бергер                                    | 15 марта 2022   |

### Сезон 2 (2023)
| № общий | № в сезоне | Название                                                                            | Режиссёр                | Teleplay by                                | Дата премьеры   |
| ------- | ---------- | ----------------------------------------------------------------------------------- | ----------------------- | ------------------------------------------ | --------------- |
| 11      | 1          | «Cool and Chill» «Прохлада и холод»                                                 | Памела Фрайман          | Исаак Аптакер и Элизабет Бергер            | 24 января 2023  |
| 12      | 2          | «Midwife Crisis» «Кризис акушерки»                                                  | Памела Фрайман          | Дэниел Либман и Мэттью Либман              | 31 января 2023  |
| 13      | 3          | «The Reset Button» «Кнопка перезагрузки»                                            | Памела Фрайман          | Дональд Диего                              | 7 февраля 2023  |
| 14      | 4          | «Pathetic Deirdre» «Жалкая Дейдра»                                                  | Памела Фрайман          | Амели Джиллетт                             | 14 февраля 2023 |
| 15      | 5          | «Ride or Die» «Езжай или умри»                                                      | Памела Фрайман          | Оуэн Элликсон                              | 21 февраля 2023 |
| 16      | 6          | «Universal Therapy» «Универсальная терапия»                                         | Майкл Ши                | Кристофер Энселл                           | 28 февраля 2023 |
| 17      | 7          | «Ужасный, ужасный, нехороший, очень плохой День святого Валентина» «Бунтарка Ривка» | Памела Фрайман          | Эми-Джо Перри                              | 7 марта 2023    |
| 18      | 8          | «Rewardishment» «Вознаграждение»                                                    | Филл Льюис              | Джереми Рот                                | 14 марта 2023   |
| 19      | 9          | «The Welcome Protocol» «Протокол приветствия»                                       | Филл Льюис              | Риа Сардана                                | 21 марта 2023   |
| 20      | 10         | «I'm His Swish» «Я - его свист»                                                     | Энтони Рич              | М. Диксон                                  | 28 марта 2023   |
| 21      | 11         | «Daddy» «Папочка»                                                                   | Памела Фрайман          | Исаак Аптакер и Элизабет Бергер            | 28 марта 2023   |
| 22      | 12         | «Not a Mamma Mia» «Не "Мамма Миа"»                                                  | Памела Фрайман          | Дональд Диего                              | 23 мая 2023     |
| 23      | 13         | «Family Business» «Семейный бизнес»                                                 | Памела Фрайман          | Амели Джиллетт                             | 30 мая 2023     |
| 24      | 14         | «Disengagement Party» «Партия разъединения»                                         | Памела Фрайман          | Оуэн Элликсон                              | 6 июня 2023     |
| 25      | 15         | «Working Girls» «Работающие девушки»                                                | Памела Фрайман          | Дэниел Либман и Мэттью Либман              | 13 июня 2023    |
| 26      | 16         | «The Jersey Connection» «Связь с Джерси»                                            | Майкл Ши                | Кристофер Энселл                           | 20 июня 2023    |
| 27      | 17         | «Out of Sync» «Вне синхронизации»                                                   | Глория Калдерон Келлетт | Эми-Джо Перри                              | 27 июня 2023    |
| 28      | 18         | «Parent Trap» «Ловушка для родителей»                                               | Памела Фрайман          | Джиллиан Дьюкс,Элли Тибо и Остин С. Харрис | 4 июля 2023     |
| 29      | 19         | «Shady Parker» «Шэди Паркер»                                                        | Неизвестно              | Неизвестно                                 | 11 июля 2023    |
| 30      | 20         | «Okay Fine, It's a Hurricane» «Ладно-ладно, это ураган»                             | Неизвестно              | Неизвестно                                 | 11 июля 2023    |

## Оценки
На сайте-агрегаторе отзывов Rotten Tomatoes первый сезон сериала получил рейтинг 36 % при средней оценке 4,4 из 10. Рецензенты с этого ресурса отметили, что шоу слишком вторично, несмотря на огромные усилия, приложенные его авторами. На сайте Metacritic сезон получил 49 баллов из 100, что указывает на «смешанные или средние отзывы». Рейтинг второго сезона на Rotten Tomatoes составил 33 % при средней оценке 4,3 из 10. Обозреватель «Фильм.ру» констатировал, что сериал «можно воспринимать и как сувенир из любимого края нулевых, и как наглую попытку выехать за счёт былого успеха». По его мнению, в шоу собралась «жутко приятная и симпатичная компания», но при этом проект выглядит как заведомо устаревший или старающийся быть старомодным. Многие рецензенты сочли, что в сериале слишком много персонажей, которым уделяется недостаточно внимания. Звучали мнения о том, что между героями нет химии, что в сериале не хватает забавных характеров, что слишком часто звучат несмешные и устаревшие шутки.
Несмотря на критику, сериал получил премию Гильдии художников-постановщиков США, был номинирован на ряд других наград.